# إميل هنري لاكومب
اميل هنري لاكومب (بالإنجليزية: Emile Henry Lacombe)‏ (و. 1846 – 1924 م) هو قاض من الولايات المتحدة الأمريكية .

## التعليم
تعلم في جامعة كولومبيا.